# 입장기미독립기념탑
입장기미독립기념탑은 대한민국 충청남도 천안시 서북구에 있는 기념탑이다. 1995년 5월 10일 천안시의 향토문화유산 제47호로 지정되었다.

## 개요
1919년 3월 20일 입장면 양대리에서 양대 사립 광명학생 및 직산 금광회사 광부 등 700여명이 태극기를 흔들며 독립선언서를 배포하고 대한독립만세를 소리높이 외치면서 만세운동을 전개하였다. 애국선열들의 숭고한 애국정신을 기리기 위하여 1990년 4월 27일 기념사업회에서 세운 기념비이다.

## 비문 내용
입장 기미독립만세운동 기념비문
여기 기미년 삼월 일본 제국주의의 총칼에 적수공권으로 봉기한 천안군 입장 사람들의 독립만세 함성과 성스러운 애국혈의 뜻을 새기니 그 애국정신이 만대에 계승되고 온 나라에 퍼져 나가리라.
이 고장은 산천이 아름답고 인걸이 끊임없이 나와서 백제 온조의 도읍이래 유서 깊은 충의열사의 고장으로 되어 왔다. 일제가 우리조국을 침략했을 때에도 한말에는 이 고장에서 의병전쟁과 애국계몽운동이 부단히 전개되더니, 기미년에는 다시 독립만세의 함성이 터져 나왔다.
기미년 삼월 일일 독립선언과 독립만세운동의 물결이 전국 방방곡곡으로 퍼져 나갈 때, 이 고장 입장에서 독립만세운동이 폭발하였으니, 곧 삼월 이십일의 양대 사립 광명학교의 나이 어린 여학생들 및 양대 장꾼들의 봉기와 삼월 이십팔일 직산 금광 광부들의 봉기가 그것이다.
광명학교에서는 이미 삼월 이십일부터 십사세의 민옥금(원명:민영숙), 한이순, 황금순 등 세명의 어린 여학생이 주동하여 몰래 태극기를 만들고 이십일의 입장 장날에 독립만세를 외치기로 다른 학생들과 결의하였다.
삼월 이십일 오전 열시 하얀 상복으로 갈아입은 세 여학생을 선두로 팔십 여명의 학생들은 교문을 뛰쳐나와 대한독립만세를 소리 높여 외치며 양대시장으로 향하였다. 여기에는 광명학교 강기형 선생과 광부 안시봉 등 주민들도 다수 참가하여 일백 여명의 대열이 학교로부터 양대 장터까지 행진하는 중에 독립만세의 함성이 십여리 길에 가득 메아리쳤다.
양대 장터에서는 학생들뿐만 아니라 애국심에 불타는 광부 김병열, 김채준과 상인 조쌍동(원명:조규영)등도 시위대열에 앞장서서 독립만세를 선도하니 장터에 나와있던 칠백여명의 천안군 농민들이 독립만세를 부르며 시위행진을 시작했고 삽시간에 시위군중은 일천 여명으로 늘어나 온 장터는 감격어린 대한 독립만세 소리로 진동하였다.
이때 일제 천안 헌병대가 급파한 일백오십여명의 일본 군경이 시위군중을 닥치는 대로 내리치고 잡아 가니 체포당한 애국 군민이 무려 이백여명이었다.
삼일운동 때 여학생의 애국투쟁으로서 이웃 병천의 유관순열사가 전국에서 대표됨은 천안의 자랑이거니와 그보다 십여 일 앞서 양대 광명학교 여학생들의 주도로 양대 장터의 독립만세운동이 일어났음은 또한 버금갈 수 없는 천안의 자랑이다.
이후 일제 군경의 삼엄한 감시와 탄압 속에서 천안군민의 애국정신은 드디어 삼월 이십팔일 양대의 직산금광 광부들에 의해 또다시 폭발하였다. 광부 박창신, 안은, 한근수 등은 독립만세운동을 또 일으키기로 삼월 이십오일 결의하고 태극기를 만들어 준비하면서 이십팔일 입장으로 나아가 거사하기로 백학서 등의 동지와 미리 연락하였다.
삼월 이십팔일 새벽 여섯시 삼십분 박창신 등은 광부의 근무교대 시간을 이용하여 갱구에서 이백여명의 광부를 모아 대한독립만세를 고창하고 태극기를 흔들며 입장을 향하여 독립만세 시위행진을 감행하였다. 이때 양대 일본 헌병 주재소에서 일제 헌병들이 출동하여 총칼로 제지하자 분노한 광부들은 노도와 같이 주재소로 돌진하여 총을 빼앗고 전화선을 끊으며 격렬히 항쟁하였다.
일제는 천안에서 일본 군경을 급파하여 이 애국 광부들에게 무차별 사격을 가하니, 일제의 만행으로 여섯 분이 총탄에 맞아 쓰러졌고 그 중에서 광부 남기철, 신일성과 성명미상의 한 분 등 세 애국자가 바로 이 자리에서 순국하였다.
삼월 이십팔일 천안군 입장면 직산 금광 광부들의 독립만세운동은 충청남도에서 최초로 순국자가 발생할 만큼 격렬한 것이었고 일본이 가장 중히 여기는 굴지의 금광지대에서 광부들이 적수공권으로 두려워하지 않고 일제의 총칼에 맞서 피를 흘리며 대한독립을 절규하여 일제의 간담을 서늘케 하였다.
그러나 이처럼 장한 여학생들과 광부들과 천안군민들의 애국적 위업이 한낱 항간의 이야기거리로 초목에 묻힌채 칠십 여년간 , 이제야 그 발자취를 찾아 숭모의 정을 표하니 역사의 무상함이여, 그 만시지탄과 불초의 자괴함을 어찌 회오치 않을 이 있겠는가.
이제 여기 선열의 성스러운 피가 스며있는 성지에 기념탑을 세워 가신님들의 민족혼과 애국정신을 새김은 우리 모두의 가슴에 나라사랑과 겨레 사랑을 계승 하자는 다짐이다. 이에 우리는 삼가 조국독립을 위해 가신님들의 영령 앞에 깊이 머리 숙여 추모하나이다.
서기 1990년 4월 27일

서울대학교 사회과학대학 교수

문학박사 신용하 지음